# Парамонов, Александр Константинович
Алекса́ндр Константи́нович Парамо́нов (1861 — после 1918) — председатель Херсонской губернской земской управы, член I Государственной думы от Херсонской губернии.

## Биография
Православный. Из дворян.
Окончил Константиновское военное училище. Более 16 лет служил в херсонском земстве, сначала в качестве члена, а затем председателя губернской земской управы. Последнюю должность оставил в 1906 году вследствие разногласий с большинством земского собрания. Дослужился до чина статского советника. Участвовал в земских съездах. Стал одним из организаторов и председателем Херсонского губернского комитета партии кадетов.
В 1906 году был избран членом I Государственной думы от Херсонской губернии. Входил в конституционно-демократическую фракцию. Состоял членом издательской и финансовой комиссий. Подписал законопроекты «Об изменении статей 55—57 Учреждения ГД» и «О собраниях».
10 апреля 1917 года был кооптирован в ЦК партии кадетов. В 1918 году, находясь в командировке в Москве, по невыясненным причинам приехал в Звенигород, где пропал без вести во время «Звенигородского мятежа».
Сын Александр (1899—1970), советский зоолог, профессор МГУ.